# Rio Ața
O Rio Aţa é um rio da Romênia afluente do rio Tarcău, localizado no distrito de Neamţ.